# Eesti Superkarikas 2020
La 25ª edizione della Eesti Superkarikas si è svolta il 1º marzo 2020 al Kalevi Staadion di Narva tra il Flora Tallinn, vincitore della Meistriliiga 2019 e il Trans Narva, vincitore della Coppa d'Estonia 2018-2019.
Il Flora Tallinn ha vinto la Supercoppa nazionale per la decima volta nella sua storia.

## Tabellino
| Arbitro: | Tarajev |

|                        |           |  |
| Sappinen 6’ Alliku 83’ | Marcatori |  |